# Niyazi
Niyazi Tagi-zade-Hajibeyov noto più semplicemente come Niyazi (in azero Niyazi Zülfüqar oğlu Tağızadə-Hacıbəyov; Tbilisi, 20 agosto 1912 – Baku, 2 agosto 1984) è stato un direttore d'orchestra e compositore sovietico originario dell'Azerbaigian. Vincitore dei premi "Attore del popolo dell'URSS" (1959), "Eroe del lavoro socialista" (1982) e di due "Premi Stalin" di II grado (1951 e 1952).

## Biografia
Nacque il 20 agosto 1912 a Tbilisi in una famiglia di eminenti musicisti della città di Şuşa. Suo padre era il compositore Zulfugar Hajibeyov. È il nipote di Üzeyir Hacıbəyov, compositore e fondatore della musica classica azera. Nel 1921 ha suonato violino nell'orchestra militare turca, Qırmızı Kadet. Tra il 1925 ed il 1926 ha studiato presso la Scuola di Musica Gnessin a Mosca. Tra il 1929 ed il 1930 ha studiato presso la Scuola Centrale Musicale Tecnica di Leningrado, ora San Pietroburgo, ma ha abbandonato gli studi a causa di problemi di salute. Tornò a Baku nel 1931. Subito dopo fu inviato in Daghestan dove incontrò la sua futura moglie Həcər Khanum. La famiglia della moglie non ha voluto accettare il matrimonio, così lei e Niyazi decisero di scappare sposandosi segretamente, vivendo una vita molto difficile, ma appagante. Il grande amore di sua moglie gli diede la forza per produrre la maggior parte dei suoi capolavori, che contribuirono al tesoro musicale dell'Azerbaigian e del resto del mondo.
Tra il 1932 ed il 1933 anni fu responsabile del settore della scienza, della letteratura e dell'arte del Commissariato del Popolo della Pubblica Istruzione della Repubblica Socialista Sovietica del Daghestan. Tra il 1935 ed il 1937 fu a capo del dipartimento musicale dello studio cinematografico dell'Azerbaigian. Tra il 1937 ed il 1938 divenne direttore artistico della varietà statale dell'Azerbaigian, mentre tra il 1938 ed il 1944 fu Vice Presidente del Comitato Organizzativo, dal 1956 fu Membro del Consiglio dell'Unione dei compositori del RSS Azera.
Nel periodo 1937-1948 anni fu direttore d'orchestra, mentre tra il 1951 ed il 1952 e tra il 1958 ed il 1959 fu direttore principale del Teatro dell'Opera e del Balletto dell'Azerbaigian intitolato a M. Axundov, mentre tra il 1961 ed il 1965 ne divenne anche direttore artistico.
Contemporaneamente, dal 1938 (con una serie di interruzioni) fu direttore artistico e capo direttore dell'Orchestra Sinfonica di Stato dell'Azerbaigian intitolata a Üzeyir Hacıbəyov. Nel 1946 vinse la rassegna musicale dei direttori d'orchestra dell'Unione Sovietica..
Tra il 1960 ed il 1961 fu direttore principale del Teatro d'Opera e di Balletto di Leningrado intitolato a S. Kirov. Dal 1979 è anche direttore della Filarmonica d'Azerbaigian.
Si è esibito a Praga, Berlino, Budapest, Bucarest, New York, Parigi, Istanbul, Teheran, Londra e Pechino.
Dal 1942 è membro del Partito Comunista dell'Unione Sovietica e Forze armate della Repubblica Socialista Sovietica Azera della quarta ed ottava convocazione. Infine dal 1984 è Membro del Consiglio Supremo dell'undicesima convocazione dell'URSS (1984).
Morì il 2 agosto 1984 e fu sepolto a Baku. Il 18 settembre 1994 ha avuto luogo l'apertura della casa museo di Niyazi. Nel 2017, a Baku è stato a inaugurato in onore di Niyazi un monumento.

## Casa museo di Maestro
Il famoso direttore d'orchestra ha vissuto a Baku nel Viale Bulbul per più di 21 anni, dal 1958 fino alla termine della sua vita. Chiunque entri nel museo incontra le foto di Niyazi già dal corridoio, mentre la sua statua si trova anche in una delle stanze dell'appartamento. Le mura sono tappezzate di foto dei suoi lavori, degli incontri con musicisti, artisti, e di rari manifesti dei suoi concerti.
Il museo venne aperto grazie al politico azero Heydər Əliyev. La casa-museo aprì ufficialmente il 18 settembre 1994. Tra i materiali presenti al museo si può osservare lo spartito dell'opera, Khosrov e Shirin del Teatro dell'Opera e del Balletto dell'Azerbaigian. L'appartamento museo è inoltre decorato con i ritratti di Niyazi e di sua moglie Həcər Khanum. Le pareti del museo, infine, sono impreziosite, sia con diversi dipinti di Eugène Delacroix che dell'opera di I. Kajvazovsky, La mattina nel mare. Nella libreria del museo sono conservati e protetti in teche condizionate rari libri appartenuti al maestro.
Complessivamente nel Museo storico dell'Accademia Nazionale delle Scienze dell'Azerbaigian sono conservati 279 materiali appartenenti al Maestro. In particolare nel reparto di letteratura ed arte della biblioteca intitolati a Salman Mumtaz, sono presenti diversi manoscritti, registrazioni e documenti relativi alla vita e all'attività del maestro. Il 2 febbraio 2017, è stato inaugurato in via Niyazi, a Baku, un monumento al Maestro.

## Attività artistica

### Direzione

#### Opere
- "Nargiz" di M. Magomaev (1938)
- "Koroghlu" di Ü. Hacıbəyov (1937)
- "Veten" ("Patria") di G. Garaev e A.D Gadzhiev (1945)
- "Sevil" di F. Amirov (1959)
- "Eugenio Onegin" di Čajkovskij
- "La dama di picche" di Čajkovskij
- "Il destino dell'uomo" di Dzerzhinsky
- "Speranza di Svetlov" di Dzerzhinsky
- "Il principe Igor'" di Borodin
- "Carmen" di Bizet
- "La bohème" di Puccini
- "La sposa venduta" di Smetana
- "Aida" di Verdi

#### Balletti
- "Gulshen" di S. Gadjibekov (1951)
- "Le Sette bellezze" di G. Garaev (1959)
- "Sentiero del tuono" di G. Garaev (1960)
- "La bella addormentata" di Čajkovskij (1961)
- "Leggenda dell'amore" di A. Melikov (1961)
- "Fiore di pietra" di S. Prokof'ev (1961)

#### Composizioni sinfoniche
- Il poema sinfonico "Layla e Majnun" di G. Garaev (1947)
- La seconda suite del balletto "Sentiero del tuono" di K. Karaev (1967)
- La sinfonia "Memoria di Lenin" di A. Hajiyev (1971)

### Composizioni principali

#### Opere
- "1920" (opera-cantata, 1940)
- "Khosrov e Shirin" (basato sul poema Nizami con lo stesso nome, 1942)

#### Balletto
- "Chitra" (basato sul poema di Rabindranath Tagore 1961)

#### Composizioni per orchestra
- "Suite di Zagatala" (1934)
- Lezginka da Concerto (1939)
- L'ouverture-fantasia "Durante battaglia" (1943)
- Il dipinto "In memoria di eroi" (1944)
- Il mugam sinfonico "Rast" (1949)
- "Waltz da Concerto " (1954)
- La suite dal balletto "Chitra" (1970)
- "Poema" per pianoforte e orchestra sinfonica (1945)

#### Altri composizioni
- Composizione musicale-scenica "Fiori di un giardino" per solisti, coro, orchestra di strumenti folk azeri (1949)
- "Canzone e ballo" per quartetto d'archi (1959)
- Musica alle sfilate sportive (1938, 1940, 1941, 1947)
- Canzoni sulle parole dei poeti azeri, tra cui "Canzone della patria" (1937)
- Opere teatrali per le bande
- Canzoni e rimontaggi dei canzoni popolari
- Edizioni del primo atto dell'opera "Nargiz" di M. Magomaev
- L'opera "Ashug-Gharib" di Z. Hajibeyov
- La commedia musicale "Arshin mal alan" di Ü. Hacıbəyov

#### Musica per teatro drammatico e cinema
- Musica per spettacoli drammatici, tra cui "Il nido in rovina" di Abdul Rachim Achverdov, "Nel 1905" e "Almas" di Cəfər Cabbarlı, "Vagif" di S. Vurgun, "Platon Crecet" di A. Korneichuk

## Filmografia
- 1936 - "Almas" (compositore)
- 1936 - "La primavera di una donna turca" (compositore)
- 1938 - "Azerbaigian sovietico" (compositore)
- 1939 - "Contadini" (Compositore)
- 1940 - "Il nuovo orizzonte" (compositore)
- 1940 - "La ventesima primavera" (compositore)
- 1945 - "Arshin Mal Alan" (direttore d'orchestra)
- 1947 - "Dall'altra parte del Aras" (compositore)
- 1947 - "Fatali Khan" (compositore)
- 1948 - "Concerto serale"
- 1954 - "Ai nativi" (film-spettacolo) (compositore)
- 1957 - "Così è nata la canzone" (compositore)
- 1957 - "Due da uno stesso quartiere" (direttore)
- 1958 - "Le ombre si strisciano" (direttore d'orchestra)
- 1959 - "Sulle rive lontane" (direttore d'orchestra)
- 1959 - "Il mistero della fortezza" (direttore)
- 1959 - "Il vero amico" (direttore d'orchestra)
- 1960 - "Matteo Falcone" (direttore d'orchestra)
- 1964 - "Quando la canzone non finisce" - direttore d'orchestra
- 1964 - "Chi amiamo di più" ( "La forza di attrazione") (film almanacco) (direttore d'orchestra)
- 1964 - "Khalat magico" (direttore d'orchestra)
- 1970 - "Cercate la ragazza" (direttore d'orchestra)
- 1975 - "Maestro Niyazi"
- 1977 - "Il compositore Muslim Magomaev"
- 1981 - "Terra che canta"
- 1983 - "Maestro Niyazi"
- 2002 - "Maestro"
- 2007 - "Maestro Niyazi"